# أهل الزاوية (أرشيدة)
أهل الزاوية هو دُوَّار يقع بجماعة لمريجة، إقليم جرسيف، جهة الشرق في المملكة المغربية. ينتمي الدوّار لمشيخة أرشيدة التي تضم 4 دواوير. يقدر عدد سكانه بـ 415 نسمة حسب الإحصاء الرسمي للسكان والسكنى لسنة 2004.

## روابط خارجية
- البوابة الوطنية للجماعات الترابية
- المندوبية السامية للتخطيط